# アンリ3世 (コンデ公)
アンリ3世ジュール・ド・ブルボン＝コンデ（Henri III Jules de Bourbon-Condé, 1643年7月29日 - 1709年4月1日）は、ブルボン朝時代のフランスの軍人、貴族。コンデ公、モンモランシー公（1689年にアンギャン公と改称）、ギーズ公。

## 生涯
「大コンデ」と呼ばれるコンデ公ルイ2世と、クレール・クレマンス・ド・マイユ＝ブレゼ（リシュリュー枢機卿の姪）の長男として、パリで生まれた。
軍人となるべく育てられ、父と共にオランダ侵略戦争に従軍、1673年にはライン前線の担当となった。しかし父ほどの才能はなく、名ばかりの実績しかなかった。良い教育を受けたものの、意地の悪い性格で知られていた。晩年にはリカントロピー（lycanthropy, 精神病の一種）を患い、狂気の状況にあった。

## 子女
1663年、プファルツ＝ジンメルン伯エドゥアルト（プファルツ選帝侯フリードリヒ5世の息子、カール1世ルートヴィヒの弟）と妃アンヌ・ド・ゴンザーグの娘アンヌ・ド・バヴィエールと結婚。9子をもうけた。
- マリー＝テレーズ（1666年 - 1732年） - コンティ公フランソワ・ルイ妃
- アンリ（1667年 - 1670年） - ブルボン公
- ルイ3世（1668年 - 1710年） - コンデ公
- アンヌ（1670年 - 1675年）
- アンリ（1672年 - 1675年）
- ルイ・アンリ（1673年 - 1675年）
- アンヌ・マリー（1675年 - 1700年）
- ルイーズ・ベネディクト（1676年 - 1753年） - メーヌ公ルイ・オーギュスト妃
- マリー・アンヌ（1678年 - 1718年） - ヴァンドーム公ルイ・ジョゼフ妃

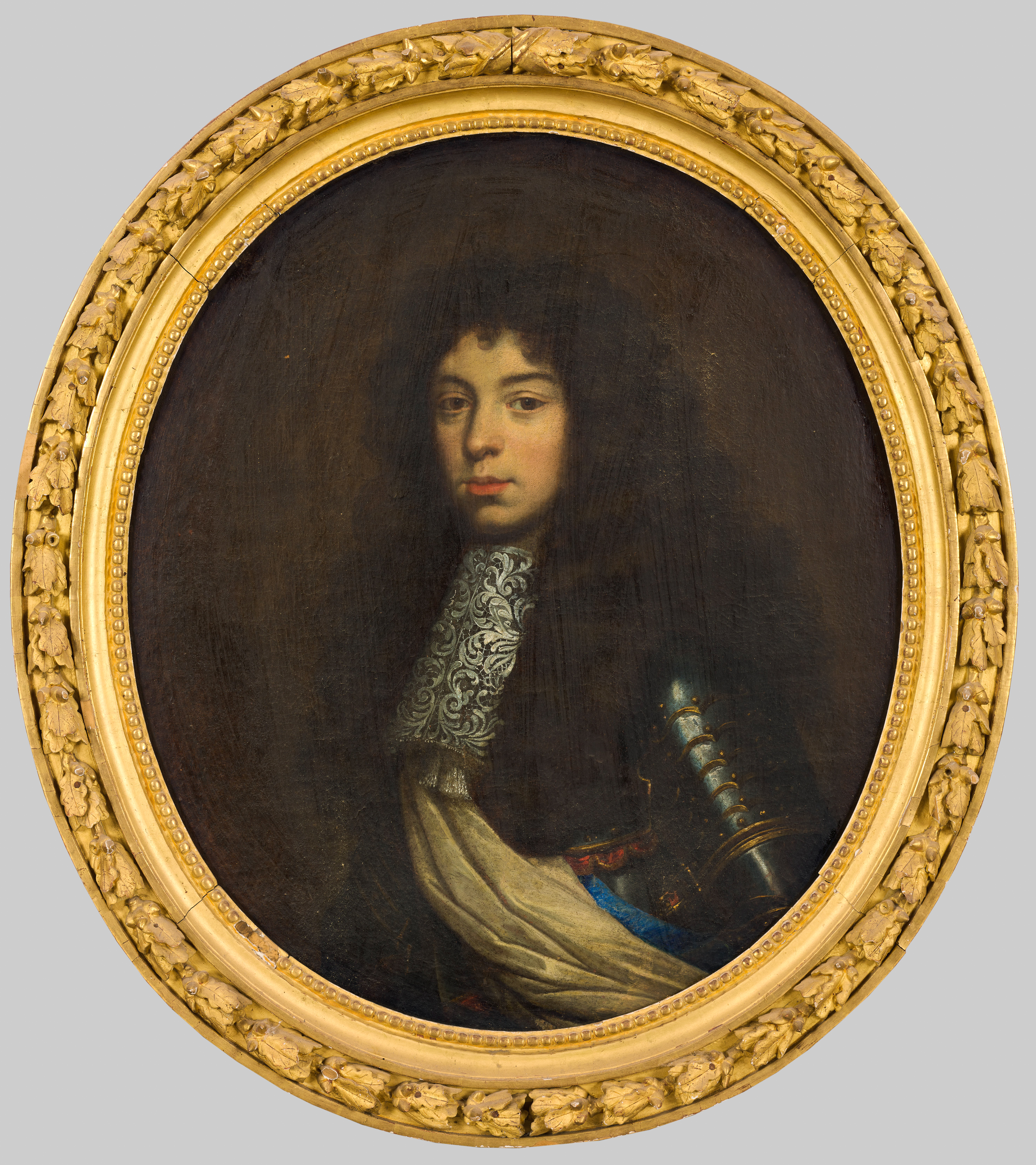
アンリ3世ジュール・ド・ブルボン＝コンデ
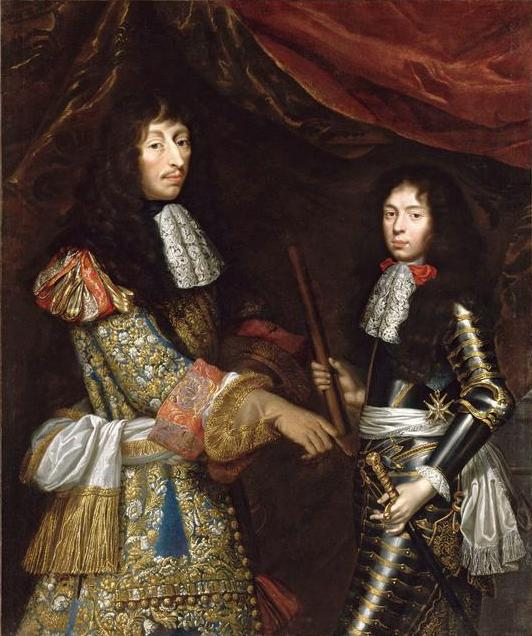
アンリ3世と父ルイ2世（左）